# Експлуатація дробарок
Експлуатація дробарок — передбачає загальні і особливі умови експлуатації.

## Загальні умови експлуатації дробарок
Головна умова високої продуктивності дробарок при збереженні заданої крупності дробленого продукту — рівномірне завантаження і своєчасна заміна зношеної футерівки.
Футерівка робочого простору дробарки здійснюється плоскими плитами або плитами у вигляді сегментів, виготовленими із міцних зносостійких марганцевистих сталей. Термін служби футерівки залежить від фізико-механічних властивості корисних копалин, повноти завантаження дробарки, прийнятого ступеня дроблення і складає від 5 до 10 місяців.
Важливе значення для ефективної експлуатації дробарки має систематичний контроль за циркуляцією і температурою мастила підшипників, а також охолоджувальної води. Для змащування поверхонь, які труться, застосовують індустріальні оливи і консистентні мастила.
Надійність роботи дробарок також обумовлюється недопущенням попадання в робочий простір предметів, що не дробляться (металевих). Крім того, при експлуатації дробарок необхідно виключити випадки запуску під завантаженням.
Перед зупинкою дробарки необхідно припинити завантаження вихідного матеріалу і виробити матеріал, що знаходиться в робочому просторі. Тільки після повного зупинення дробарки вимикається мастильний насос і припиняється подача охолоджувальної води.

## Особисті умови експлуатації дробарок
Щокові дробарки
Щокові дробарки працювати «під завалом» не можуть, тому для їхнього завантаження передбачають бункери невеликої місткості, з яких корисна копалина подається у дробарку пластинчастим живильником. Іноді перед живильником встановлюють грохот, що виключає попадання у дробарку дрібних частинок, які можуть викликати запресовування розвантажувальної щілини дробарки (особливо при дробленні вологих руд). Завантаження дробарки повинно бути рівномірним по ширині її завантажувального отвору.
Для вирівнювання графіка навантаження дробарки протягом циклу дроблення застосовують масивні маховики, які при русі щоки назад (холостий хід) акумулюють енергію і повертають її при ході уперед (робочий хід).
Зношувальні частини щокових дробарок, які підлягають періодичній зміні або відновленню, такі: футерувальні плити, розпірні плити, вкладиші в гнізда для розпірних плит, вкладиші ексцентрикового валу і осі рухомої щоки, вкладиші і заливка головки шатуна.
Витрати сталі при дробленні в щокових дробарках визначаються стиранням футерувальних плит і залежать від міцності матеріалу плит і міцності корисної копалини, що дробиться. При використанні плит з марганцевистої сталі вони коливаються від 0,02 до 0,08 кг/т, при використанні загартованого чавуну — від 0,03 до 0,10 кг/т.
Безперебійна робота щокових дробарок забезпечується систематичними планово-попереджувальними ремонтами і оглядами. Періодичність між ремонтами в годинах експлуатації обладнання: технічний огляд — 540, поточний ремонт І — 3240, поточний ремонт ІІ — 16200, капітальний ремонт — 32400.
Конусні дробарки
Конусні дробарки крупного дроблення з діаметром конуса 500 мм працювати «під завалом» не можуть, тому їх завантаження здійснюється так саме, як і щокових. Конусні дробарки крупного дроблення з діаметром конуса 900 мм і більше можуть працювати «під завалом» і матеріал в робочий простір дробарки поступає безпосередньо з залізничних вагонів.
Конусні дробарки крупного дроблення у порівнянні з щоковими мають більшу продуктивність, більшу надійність в роботі, для них характерні менші питомі витрати електроенергії. Ці дробарки дозволяють отримати більш рівномірний за крупністю дроблений продукт.
Робочі поверхні дробарки в зонах прийому корисної копалини і дроблення піддаються інтенсивному ударно-абразивному зносу, тому вони захищаються зносостійкою футерівкою (бронею) з високоміцної сталі. Футерівка рухомого корпуса набирається з окремих відливок, які послідовно встановлюються на корпус. Щільність їхньої посадки забезпечується заливкою металевого розплаву (напр., цинку) в простір між корпусом і футерівкою. Дробильний конус покривається футерувальними плитами у вигляді сегментів окремими поясами по периметру корпуса. Кожний з цих поясів розклинюється клиноподібною плитою, яка закріплюється болтами. У вільний простір між футерівкою і корпусом заливається розчин, який складається з цементу марки не нижче 500 і піску у співвідношенні 1: 3 за масою.
У зв'язку з тим, що процес дроблення в конусних дробарках відбувається безперервно, навантаження на їх привод більш рівномірне ніж в щокових.
Зношувальні частини конусних дробарок крупного дроблення, які підлягають періодичній зміні або відновленню, такі: футерівка нерухомої чаші, дробильного конуса і траверси; контактні поверхні в місті підвісу вала дробильного конуса і ексцентрикового стакана; опірне кільце ексцентрикового стакана, втулки приводного вала і конічні шестерні.
Витрати сталі при дробленні в конусних дробарках крупного дроблення визначаються стиранням футерувальних плит. При використанні плит з марганцевистої сталі вони коливаються від 0,005 до 0,03 кг/т.
Безперебійна робота конусних дробарок крупного дроблення забезпечується систематичними планово-попереджувальними ремонтами і оглядами. Періодичність між ремонтами в годинах годинах експлуатації обладнання: технічний огляд — 540, поточний ремонт І — 3780, поточний ремонт ІІ — 7560, капітальний ремонт — 45360.
Конусні дробарки середнього і дрібного дроблення вимагають рівномірної подачі в них вихідного матеріалу, тобто завантаження вихідного матеріалу повинно здійснюватись у центр розподільчої тарілки.
Часто режим роботи відділення крупного дроблення не збігається з режимом роботи відділення середнього і дрібного дроблення, тому між цими відділеннями споруджуються бункери невеликої місткості. Звичайно перед конусними дробарками середнього і дрібного дроблення встановлюють грохоти для відсіву дріб'язку.
Потрапляння в конусні дробарки середнього і дрібного дроблення предметів, що не дробляться, може привести до виходу їх з ладу, тому робота дробарок без пристроїв виявлення і видалення таких предметів забороняється.
Для отримання порівняно однорідного дробленого продукту необхідно, щоб межі відхилень розвантажувальної щілини по довжині паралельної зони були б мінімальними. Допускається така непаралельність твірних паралельної зони: для КСД — 5 мм, для КМД — 2 мм (на усю довжину цієї зони).
Зношувальні частини конусних дробарок середнього і дрібного дроблення, які підлягають періодичній зміні, такі: футерівка нерухомої чаші і дробильного конуса, контактні поверхні ексцентрикового стакана, втулки привідного вала, конічні шестерні і сферичний підп'ятник дробильного конуса.
Витрати сталі при дробленні в конусних дробарках середнього і дрібного дроблення визначається стиранням футерівки чаші і дробильного конуса. При використанні плит з марганцевистої сталі вони коливаються від 0,001 до 0,005 кг/т.
Безперебійна робота конусних дробарок середнього і дрібного дроблення забезпечується систематичними планово-попереджувальними ремонтами і оглядами. Періодичність між ремонтами в годинах експлуатації обладнання: технічний огляд — 540, поточний ремонт І — 1620, поточний ремонт ІІ — 6480, капітальний ремонт — 25920.
Валкові дробарки
Валкові дробарки з гладкими валками можуть працювати «під завалом» або матеріал в них може подаватися потоком товщиною в одну грудку.
Витрати сталі при дробленні в валкових дробарках з гладкими валками визначається зносом бандажів. При використанні бандажів з високовуглецевої сталі вони складають від 0,02 до 0,06 кг/т. При нерівномірному розподіленні матеріалу по довжині валків бандажі швидко зношуються, на них з'являються кільцеві канавки, так звані «струмки» і дробарка видає нерівномірний за крупністю дроблений продукт.
Валкові дробарки із зубчастими валками частіше за все використовуються для крупного дроблення вугілля, яке перед дробленням, як правило, піддається грохоченню для виділення дрібних класів. При завантаження матеріалу в дробарку необхідно забезпечити рівномірне його розподілення по довжині валків.
Найбільш зношуванні частини цих дробарок — зубчасті сегменти і вкладиші підшипників. Сегменти виготовляють з марганцевистої сталі, а зуби по різальних поверхнях (кромках) наплавляють твердим сплавом.
У валкові дробарки не допускається потрапляння випадкових металевих предметів. Для запобігання виведення дробарок з ладу випадковими металевими предметами перед дробарками встановлюють залізовловлювачі.
Періодичність ремонту валкових дробарок: поточний ремонт І — через 2 — 3 місяця, поточний ремонт ІІ — через рік, капітальний ремонт — через 4 роки .
Дробарки ударної дії
Великі швидкості обертання роторів і значні відцентрові сили, які при цьому виникають, вимагають ретельного балансування усіх деталей, що обертаються. Балансування виконують при виготовленні дробарки і періодично перевіряють його при експлуатації. Балансування порушується внаслідок зносу молотків і бил. При ремонтах молотки, била і диски, на яких виявлені тріщини замінюються.
Завантаження матеріалу в дробарки необхідно здійснювати рівномірно по ширині приймального отвору і за часом, що забезпечує максимальну продуктивність дробарки і більш рівномірний за крупністю дроблений продукт. Тому в дробарки ударної дії матеріал звичайно подається живильником. Для запобігання потрапляння в дробарки випадкових металевих предметів перед ними встановлюють залізовловлювачі.
В дробарках, обладнаних колосниковими решітками, необхідно спостерігати за станом колосників, тому що їх знос приводить до підвищення вмісту крупних класів у дробленому продукті.
Регулювання роботи дробарок ударної дії здійснюється зміною маси і частоти обертання ротора із закріпленими на ньому бильними тілами.
Для запобігання викиду грудок із завантажувального отвору передбачені закриті зверху коробки з шторами із конвеєрної стрічки або ланцюгів. Ці ж коробки використовують також для відсмоктування пилу, який викидається з дробарки через завантажувальний отвір.
Рівень шуму при роботі молоткових і роторних дробарок вище санітарних норм, тому вони установлюються так, щоб поблизу не було постійних робочих місць.
Витрати сталі в молоткових і роторних дробарках залежить від властивостей матеріалу, що дробиться, і складає, наприклад, при середньому дробленні м'яких вапняків близько 0,0015 кг/т, бурого вугілля — 0,001 кг/т, горючих сланців — 0,015 кг/т.